# Hortus Eystettensis

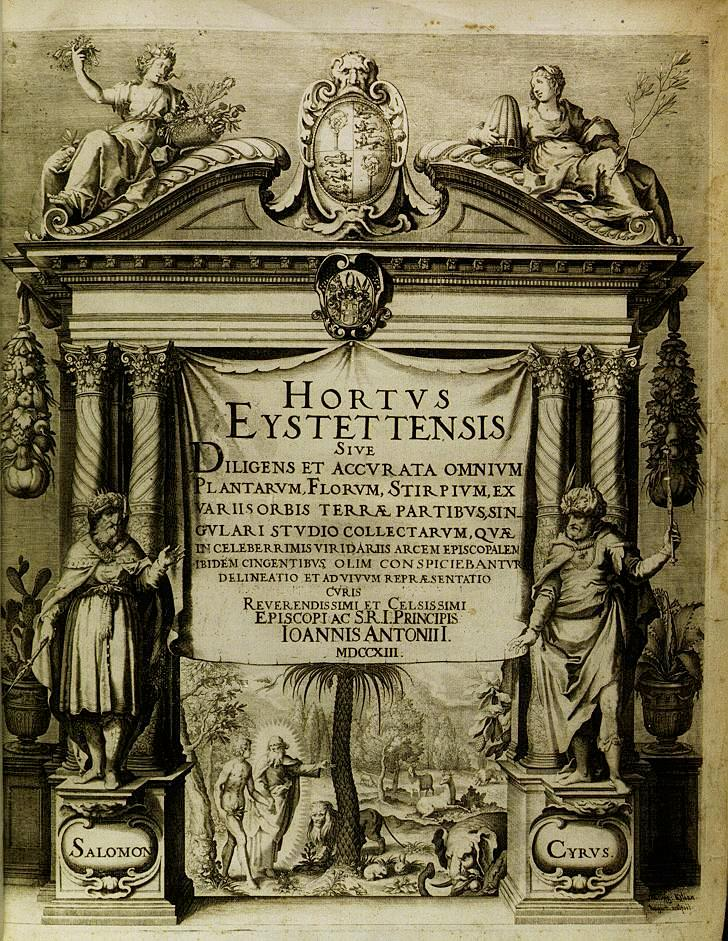
Титульный лист «Hortus Eystettensis»

Hortus Eystettensis (с лат. — «Сад в Айхштадте») — книга Басилиуса Беслера немецкого ботаника, фармацевта, садовода и издателя, чьё имя прославилось благодаря этому труду; «сокровище ботанической литературы».
Книга была издана в 1613 году в Нюрнберге, содержала ботанические описания растений на латыни и высокохудожественные медные гравюры 1084 растений. Это один из первых научных ботанических трудов, снабжённый реалистическими и подробными иллюстрациями, в котором рассматриваются декоративные и экзотические растения.
Эта книга — уникальный плод совместных трудов мецената, ботаников и художников.
Книга издавалась с цветными, вручную раскрашенными, гравюрами, и в более доступном по цене, традиционном монохромном варианте. Книга издавалась в 1640 и 1713 годах, печать каждый раз проводилась с оригинальных пластин, которые впоследствии были уничтожены на Монетном дворе Мюнхена в 1817 году.
|                                        |  |  |  |  |  |
| Гравюры из книги «Hortus Eystettensis» |  |  |  |  |  |